# Retro
För andra betydelser, se Retro (olika betydelser).
Retro (franska rétro, från rétrospectif, bakåtblickande, ytterst från latin) syftar på att inpireras av eller intressera sig för en tidigare eras trender, moden eller teknologi. Man talar till exempel om retromode, retroanu, retrobilar och retrodatorer. Den som gillar det som är retro kallas för retrofil, och behöver inte själv ha varit med om den tid som favoriseras. När ett flygbolag har ett flygplan målat enligt gammal grafisk profil kallas det retrojet.
I svenskan har även ordet retro ibland använts som förkortning för retroaktiv, främst retrolön för retroaktiv lön. 

## Mode
Inom modet började retrotrender göra sig gällande särskilt från omkring 1990. Flera faktorer har bidragit till detta, bland annat att retromodet ligger i linje med intresset för återanvändning. Förklädet har fått en renässans som ett resultat av retrotrenden. Ibland förväxlas retro med vintage. Medan retrokläder syftar på nyproducerade plagg i en stil inspirerad av någon tidigare tidsperiod (exempelvis 60-talet) syftar vintage på kläder som faktiskt är tillverkade under den specifika tidsperioden.

## Dator- och TV-spel
Ordet retro används inte minst inom dator- och TV-spelandet. Med TV-spelskonsoler som Game Boy Advance och Nintendo Wii:s Virtual Console blir gamla TV-spel återigen populära, och retrospel räknas ibland som en särskild genre inom TV-spelen.
Retro är även en populär stil på moderna indiespel, till exempel VVVVVV (2010) och Cave Story (2004).

## Filmer och serier
I början av 2000-talet har tecknade TV-serier från 1980-talet som Masters of the Universe, Teenage Mutant Ninja Turtles och The Transformers återigen försökt slå igenom, och nya versioner har producerats.

## Musik
Under 1980-talet och början av 1990-talet var musik från 1950-talet och 1960-talet retro, och band som Sven Ingvars var då återigen populära. Mot slutet av 1990-talet och början av 2000-talet hade Abba, som var populära på 1970-talet, ett nytt uppsving. A-Teens var populära, och artister som Lotta Engberg spelade in några covers på Abba-sånger. 1999 hade musikalen Mamma Mia! premiär. Några år senare har 1980-talet fått ett uppsving, och grupper som Alphaville spelats ganska ofta på radio.